# San Pedro Xochicuaco
San Pedro Xochicuaco är en ort i Mexiko.   Den ligger i kommunen Pisaflores och delstaten Hidalgo, i den sydöstra delen av landet, 200 km norr om huvudstaden Mexico City. San Pedro Xochicuaco ligger 1 020 meter över havet och antalet invånare är 569.
Terrängen runt San Pedro Xochicuaco är bergig åt sydost, men åt nordväst är den kuperad. Runt San Pedro Xochicuaco är det ganska tätbefolkat, med 90 invånare per kvadratkilometer. Närmaste större samhälle är Chapulhuacán, 11,7 km sydost om San Pedro Xochicuaco. I omgivningarna runt San Pedro Xochicuaco växer i huvudsak städsegrön lövskog.